# Red King
Red King (レッドキング, Reddo Kingu?) -también conocido como Redking- es un kaiju ficticio de la serie Ultraman y se presenta como un gigantesco monstruo antiguo que había aparecido en una isla, provocando pánico. Pero el primer Ultraman acabó con él. Sin embargo, su especie ha reaparecido frecuentemente. Técnicamente es uno de los kaijus clásicos de la franquicia ya que en cada nueva aparición se ha enfrentando con un Ultraman diferente.

## Características
Es un monstruo colosal con aspecto de reptil, aunque en la cabeza tiene un aspecto un poco humanoide al igual que sus manos y pies, con unos colmillos sumamente afilados y un físico un poco obeso y también lo rodea un hileras en casi todo el cuerpo y en la cola que usa a veces como látigo

## Ultraman
La primera aparición de Red King ocurrió en una isla que también estaba llena de otros kaijus donde había aterrizado un pequeño grupo de científicos, que terminaron casi todo siendo asesinados (uno solo sobrevive).
Aparece junto con 2 kaijus llamados                  (Chandlar y Magular), y también se contó la primera aparición de Pigmon (una versión corta de Garamon de la serie Ultra Q) un monstruo del tamaño de un niño que era amable hacia los seres humanos. El monstruo apareció porque el campo magnético de la isla estaba alterado, causando criaturas mutantes y luego la isla fue nombrada isla tatara.
Red King pelea contra Chandlar y lo mata al arrancarle un ala. Red King lanza la extremidad desmembrada y algunas rocas para que el monstruo huya y nunca se supo de él. Luego Magular, un monstruo de madriguera, aparece después de la pelea pero se retira y luego es asesinado por la patrulla SSSP. Reaparece Red King y mata a Pigmon mediante una avalancha de rocas. Ultraman aparece y derrota a Red king dejándolo paralizado. 
Vuelve aparecer en el episodio 25 "El Misterioso del Cometa Cyphon" junto con Dorako y Gigass y estos se despertaron a causa del cometa que se partió en 6 partes en los Alpes. Gigass y Dorako pelean y también aparece otro Red King que levaba las bombas de hidrógeno que faltaban alrededor del cuello. Red King interviene en la batalla entre estos dos. Tanto él como Gigass se unen contra Dorako y atacan al kaiju sin piedad. Red King le arranca las alas a Dorako, que muere debido a sus heridas, siendo Red King y Gigass los únicos en pelear. Red King vence a Gigass obligándolo a retirarse. En eso aparece Ultraman y le da batalla a Red King, paralizándolo y dividiéndolo en tres partes con su Ultra Slashes y agarra la parte de la cabeza y el cuello y se va volando al espacio para permitir que las bombas H detonen sin causar daño.

## The Ultraman
Aparece en el episodio 27 de la serie animada. De todos los kaiju en la isla de Babalou, Red King era el más poderoso monstruo del Imperio Babaloneon. Después de la Guarnición de Ciencias estaba atacando a los otros monstruos que habitaban en la isla, Red King se desató para detenerlos. En las primeras peleas mata a Ghostron y en las posteriores mata a Gokinezula para mostrar su superioridad. Cuando Ultraman Joneus apareció, los dos se enfrentan hasta que otros kaijus intervinieron en la pelea. Joneus destruye rápidamente a los kaijus y Red King es destruido por el búmeran guillotina de Joneus.

## Ultraman 80
Vuelve a aparecer en el episodio 46, después de estar preso en el interior de un viejo frasco, del que fue liberado por tres chicos que debatieron sobre qué monstruo quieren que aparezcan. Poco después de ser creado, Red King actúa violentamente a través del centro de la ciudad y causa destrucción masiva. Después de un período relativamente corto de batalla, Ultraman 80 destruye a Red King con su Sakcium Ray.

## Ultraman: The Ultimate Hero
Esta adaptación norteamericana también aparece en los episodios 3 y 12. En esta serie aparecen dos Red kings: una hembra (que posee el estilo clásico de su contraparte japonesa) y un macho (que es un poco grande y rojo) en su debut y al igual que en la serie clásica también se enfrentan con Chandlar, Pigmon y La WINR siendo la hembra la que da la pelea. Luego Ultraman ataca a la hembra y esta grita pidiendo auxilio al macho. Al llegar el macho ataca a Ultraman. Tras ser aturdidos por la WINR, la hembra cae un precipicio, lo que deja a su compañero en el dolor y la pérdida. Ultraman Powered permite al macho rojo vivir. 
En el final de la serie aparece el macho y es rápidamente asesinado por Dorako.

## Ultraman Max
En esta serie, Red King fue mencionado en la profecía como un monstruo destructivo que fue sellado bajo tierra por la raza de Pigmon hace mucho tiempo. Sin embargo, varios años en el presente después de la tumba y el último de la carrera del Pigmon se altera, Red King despierta y sale de la clandestinidad, reanudando su alboroto en la isla que está encendido. Pigmon utiliza uno de los guardianes del monstruo de la isla, conocida como Salamadon para luchar Red King, pero Red King fácilmente cae a plomo y mata Salamadon antes de cambiar su atención a Pigmon. Ultraman Max aparece y combate Red King y logra enterrar el subterráneo monstruo antes de que el otro monstruo guardián, conocido como Paragler aparece brevemente lucha Max. Pigmon doma Paragler, le impedía atacar a Max para que Max puede dejar (su ajustador de color estaba parpadeando en rojo). Red King aún no está terminado, pero ya se entierra lejos de recuperarse. Red King reaparece y ataca Paragler y después de una larga batalla logra matar Paragler también. Red King intenta matar Pigmon de nuevo, con los dos monstruos guardianes muertos, pero Pigmon es rescatado por DASH y Ultraman Max regresa para una revancha. Después de una larga batalla, el Rey Rojo se debilita y se vuelve altamente explosivo. Debido a esto Ultraman Max le lleva a la atmósfera de la Tierra y lo destruye con el cañón máximo para que pudiera detonar sin dañar a la Tierra.
Hacia el final de la serie, Red King regresa por un portal dimensional que se abre en el centro de Tokio y sigue siendo altamente explosivo. Su aparición en esta ocasión es más cómica, ya que es el otro villano que parece haberle llevado allí por alien Shama. Sin embargo, Ultraman Max se defiende y lo vence de nuevo usando el Max Galaxy.
En esta versión Red king es más cómico a diferencia de sus otras apariciones amenazantes.

## Ultraman Mebius
Vuelve a aparecer en el episodio 42 de la serie Ultraman Mebius, en la que es revivido por Gadiba. Red King es entonces poseído por Gadiba para atacar por el medio de un valle en el que CHICOS es enviado a investigar. Después de una larga batalla contra GUYs, Mirai transforma en Ultraman Mebius y se enfrenta a Red King también. Después de una batalla relativamente corto y fácil, Mebius es victorioso. Gadiba entonces surge repentinamente del cuerpo del rey rojo y transforma Red King en Gomora (que se vio anteriormente en el episodio, posiblemente, se transformó en rey rojo previamente por Gadiba) para luchar contra Mebius.

## Saga Ultra Galaxy Mega Monster
Vuelve aparecer en el primer capítulo enfrentándose con Telesdon y Sadora, que también ahorca a Sadora, luego Red King dirigió su atención a la tripulación ZAP SPACY y los atacó, pero fue interceptado por Telesdon y reanudó su batalla. El resultado de la lucha no está clara ya que Red King sigue persiguiendo a los de la Zap y aparece Rei y lanza su Battle noizer donde es invocado Gomora. Tras una larga batalla, Gomora es victorioso mediante la destrucción de Red King, destruyendo sus entrañas con su rayo oscilatorio.
Más tarde, Red King, así como Telesdon y Neronga son revividos por el monstruo extraño, Bullton, para hacer batalla contra Rei y la ZAP SPACY. Red King no lucha hasta el final, pero incluso después de mostrar más poder que los otros combinados, él todavía es destruido por tanto Gomora y Litra.
Aparece en un flashback enfrentándose con Earthron.
Vuelve aparecer en el Never Ending Oddissey en los episodios 10, 12 y 13 de la serie, y es el segundo monstruo perteneciente a Grande. Grande utiliza primero a Red King para combatir con King Joe Black, que se envía a matar a los dos, pero Red King destruye a King Joe con facilidad mientras Grande escapa de la muerte gracias al alien Pedan. Hacia el final de la serie, Grande desafía Rei a otra revancha (su segunda batalla resultó en la muerte de su tyrant) y Rei cumple. La batalla se prolonga durante un largo período de tiempo y parece que Red King gana la partida debido a que cae Gomora sin sentido, Rei sin embargo se transforma en Reimon y carga Gomora con el poder suficiente para derrotar a Red King con facilidad, sin embargo Reimon tiene Gomora perdonó Red King y la vida de Grande después de derrotarlo y así se van.
Durante el final de la serie, Grande regresa y los lados con Rei en ayudar a la lucha contra el Alien Reiblood (quien ha poseído a Armored Darkness usando a Red King para ayudar Gomora. Al final, Gomora y Red se transforman en sus formas EX y Reiblood cumple su muerte a manos de la ZAP SPACY. Esta fue la única serie en la que Red King se vuelve bueno y en no ser asesinado se vuelvo.
En la película Mega Monster Battle: Ultra Galaxy Legend The Movie es uno de los muchos monstruos que es propiedad de Ultraman Belial. Fue visto por primera vez como uno de los espíritus en el Cementerio de Monstruos flotando con Doragory, Rey Joe Negro, Extranjero Babalou, Telesdon y un kaiju desconocido. Entonces se le vio saliendo de la tierra junto con Tyrant, Ho, Banpira, Gudon, King Gesura y Eleking antes de ser re-capturado por Belial. Él es el primero en luchar Gomora en el Cementerio Monster. Luego fue visto por última vez incluso va por un breve lucha contra Ultraman Zero antes de ser asesinado segundos después por tres patadas en el cuerpo y una patada final en el cuello.

## Ultra Zero Fight One
Reaparece en los episodios 1 a 3 de la miniserie, que también aparece en su transformación EX, y es parte de The Four Beast Warriors of Hell. En esta breve serie, Red King fue uno de los muchos monstruos revividos por el Alien Bat junto con Galberos, Bemstar y Gan-Q durante la batalla contra Ultraman Zero. Justo antes de su lucha, Extraterrestre Bat aumenta a Red King, transformándolo en EX Red King con el fin de derribar a Zero, que es físicamente incapaz de defenderse debido al extranjero Bat encerrarlo en el l Techtor Gear Oscuro. Sin embargo, la aparición de un Pigmon permitió a Zero romper el Techtor Gear y después, matar EX Rey Rojo con un Ultra Hurricane renovado, esta vez con la Lanza cero en lugar del granate Buster. Su apariencia sigue siendo la misma que en el ultraman Max solo que le pusieron pigmento azul.

## Ultraman Ginga
Fue uno de los combatientes de la guerra de la chispa oscura como uno de los muchos monstruos que se convirtieron en un spark doll por Dark Lugiel. Fue visto por primera vez como una Chispa de la muñeca en el especial de ser desenterrado por Misuzu. Luego el Alien Icarus roba el spark Red King junto con Barrabás, Seagoras, Bemstar, Hanzagiran y King Crab para formar Tyrant, es adquirida por Hikaru Raido después de haber derrotado Tyrant como Ultraman Tiga junto con jean-nine. Red King fue utilizado por Misuzu Isurugi, amigo de la infancia de Hikaru y asociado con Ultraman Ginga para luchar Zaragas en Ultraman Ginga Episodio 8. Es probable que regresó al espacio en su forma original inmediatamente después de Ginga luchó y derrotó a Lugiel. Es la segunda vez que Red King también se vuelve bueno en esta serie

## Poderes y habilidades especiales
A lo largo de la serie Red King casi siempre está caracterizado por usar una super fuerza capaz de asesinar a los monstruos con solo unos golpes; también ha usado rocas como armas y también es muy capaz de levantar una roca más grande que él y de lanzar un flujo de rocas explosivas de su boca (Living Exploding Bomb Rocks). Además puede hacer super saltos como si volara.

## Ex Red King
Es una transformación potente de Red King se da en el videojuego de Ultraman Fighting Evolution Rebirth creado por los esfuerzos experimentales combinados de Alien Mephilas y Baltan. Esta transformación le da nuevos poderes y sus antebrazos aumentan teniendo una postura muy simiesca. En Ultra Galaxy casi no hace eso sino sostiene sus brazos. Las habilidades son puños que pueden provocar explosiones cuando golpean un objetivo; puede usar sus puños contra el suelo y convocar una serie de erupciones masivas capaces de hacer daño a incluso al más fuerte de los opositores; puede dar un golpe de fuego muy potente de la mano derecha que puede golpear a un oponente en el cielo, explosivo al contacto.